# Silmido
Silmido je nenaseljeni otok v Rumenem morju, ki leži ob zahodni obali Južne Koreje. Pokriva površino 0,25 km2. Je najbližje otoku Muido, ki je s celino povezan s trajektom. Je približno 5 kilometrov jugozahodno od otoka Jongju, kjer je mednarodno letališče Inčon. Večino otoka Silmido sestavljajo hribi, visoki približno 80 metrov.
Manj kot 50 km od otoka je meja s Severno Korejo.

## Enota 684
21. januarja 1968 je Kim Il Sung poslal skupino 31 severnokorejskih vojakov v Južno Korejo, da bi ubili predsednika Park Čung Heja. Prestrelni spopad se je začel, ko so bili komandosi le 800 metrov od Modre hiše (južnokorejske predsedniške palače). Poskus ni uspel in vse razen dveh od 31 Severnokorejcev so južnokorejske varnostne sile bodisi ubile bodisi so storile samomor.
V povračilo za napad je Južna Koreja ustanovila tajno vojaško enoto, Enoto 684, da bi ubila Kim Il Sunga. Od 21. januarja 1968 do 23. avgusta 1971 je Silmido služil kot poligon za vadbo enote. V okoliščinah, ki ostajajo nejasne, so se člani skupine uprli in leta 1971 odšli v Seul, kjer so bili ubiti ali storili samomor.
Film Silmido iz leta 2003 govori o Enoti 684 in prikazuje otok.